# 埃利·布朗夏尔
埃利·布朗夏尔（法語：Élie Blanchard，1881年8月3日—1941年12月12日），生于蒙特利尔，加拿大男子棍网球运动员。他曾代表加拿大参加1904年夏季奥林匹克运动会棍网球比赛，获得一枚金牌。